# ماساتوشي ناغاسي
ماساتوشي ناغاسي (باليابانية: 永瀬正敏) هو مصور وممثل ياباني، ولد في 15 يوليو 1966 في اليابان.

## الأعمال

### أفلام
| السنة | العنوان          | الدور            |
| ----- | ---------------- | ---------------- |
| 1983  | ميوكي            | ماساتو واكاماتسو |
| 2015  | الفاصوليا الحلوة |                  |
| 2017  | الضوء            | ماسايا ناكاموري  |

## روابط خارجية
- ماساتوشي ناغاسي على موقع IMDb (الإنجليزية)
- ماساتوشي ناغاسي على موقع قاعدة بيانات الأفلام العربية
- ماساتوشي ناغاسي على موقع ألو سيني (الفرنسية)
- ماساتوشي ناغاسي على موقع ميوزك برينز (الإنجليزية)
- ماساتوشي ناغاسي على موقع أول موفي (الإنجليزية)
- ماساتوشي ناغاسي على موقع قاعدة بيانات الأفلام السويدية (السويدية)
- ماساتوشي ناغاسي على موقع قاعدة بيانات الفيلم (الإنجليزية)
- ماساتوشي ناغاسي على موقع كينوبويسك (الروسية)